# Roberto Poletti
Roberto Poletti (Feltre, 29 luglio 1971) è un giornalista, politico, conduttore televisivo conduttore radiofonico e opinionista italiano.

## Biografia

### Infanzia e i primi anni come giornalista
Nato nel 1971 a Feltre, in provincia di Belluno, dalla madre Luciana, infermiera, e dal padre Cirillo, lattoniere, Roberto ha frequentato le scuole elementari nella sua città natale. Dopo essersi diplomato presso il liceo Giorgio Dal Piaz di Feltre, ha deciso di iscriversi presso la facoltà di lettere dell'Università degli Studi di Padova.
La sua carriera è iniziata nella seconda metà degli anni '80 con la redazione bellunese de Il Gazzettino di Venezia e con Radio Feltre Stereo. Nel 1987 ha partecipato come concorrente al programma televisivo Doppio slalom condotto da Corrado Tedeschi su Canale 5. Nel 1991, a vent'anni, arriva a L'Indipendente di Vittorio Feltri, ha collaborato anche con Epoca, Panorama, Cento Cose, Energy e Prima Comunicazione. Lascia L'Indipendente e si trasferisce a Rio de Janeiro, in Brasile, dove per conto della Camera di Commercio italiana di San Paolo coordina un progetto di comunicazione ed integrazione degli italiani emigrati in Sudamerica. Conduce anche un telegiornale in lingua italiana su una rete televisiva brasiliana ed è corrispondente dal Brasile per i quotidiani Il Gazzettino, Il Tempo, Giornale di Sicilia, La Sicilia e L'Eco di Bergamo. 
Giornalista professionista dal 1995, dopo l'esperienza a Radio 24, il canale radiofonico de Il Sole 24 Ore, è approdato a Telelombardia, dove ha condotto la rassegna stampa del mattino Buongiorno Lombardia e i programmi di informazione della fascia preserale. In questi anni è stato anche direttore di Radio Padania Libera. 
Nell'autunno del 2004 è approdato sul circuito nazionale 7 Gold con il programma Aria pulita. Nel dicembre dello stesso anno è tornato negli studi di Legnano di Antennatre per condurre Carta straccia.

### L'elezione come deputato
Nel febbraio del 2006 ha accettato la proposta di candidatura alle elezioni politiche per la Federazione dei Verdi come indipendente. Diventa deputato e successivamente membro della Commissione Cultura, Scienza e Istruzione alla Camera e della Commissione Esteri.
Alla Camera è entrato subito in collisione coi Verdi e il 30 ottobre 2007 aderisce al gruppo Sinistra Democratica. Il 3 febbraio 2008 annuncia in diretta TV che lascerà la Camera dei Deputati dichiarando pubblicamente di vergognarsi di guadagnare uno stipendio tanto generoso senza la possibilità di far niente in Parlamento. Scrive, poi, una serie di inchieste scandalo per il quotidiano Libero.

### Il ritorno alla carriera giornalistica
Da una di queste inchieste, in collaborazione con il giornalista Andrea Scaglia, nasce il libro Papponi di Stato, che in pochi giorni esaurisce le 130 000 copie di tiratura.
Diventa editorialista di Libero, torna a collaborare con Antennatre e Telelombardia, dove conduce una trasmissione serale a cadenza settimanale.
Dalla fine di agosto 2012 è stato inviato dalle piazze italiane del programma di Paolo Del Debbio Quinta colonna, in onda su Rete 4 ed interviene spesso in veste di opinionista in diverse trasmissioni televisive.
In occasione di Expo 2015, gli è stata affidata la direzione della televisione dedicata a Milano e Expo dal nome Milano 2015.
Il 12 febbraio 2015 ha presentato a Seriate il suo libro "Salvini&Salvini - Il Matteo-Pensiero dall'A alla Z", primo manuale sul leader leghista.
Dall'aprile 2015 dirige, inoltre, la web TV www.intelligo.tv, che va in onda anche sulle frequenze del digitale terrestre in Lombardia.
Dal 21 settembre 2016 conduce tutti i mercoledì su Radio Lombardia la trasmissione Magna Magna - Le porcherie della settimana, un contenitore con il meglio del peggio delle notizie degli ultimi sette giorni.
Nel giugno 2019, nonostante le proteste del Partito Democratico, ha condotto il programma Unomattina per volere della direttrice di Rai 1 Teresa De Santis, affiancando la giornalista del TG1 Valentina Bisti sia nella versione estiva sia nella versione autunnale successiva.
Durante la pandemia di COVID-19 ha scelto di lasciare Roma e condurre Unomattina da Milano (studi Rai di Corso Sempione), mentre la sua collega rimaneva nello studio di Roma Saxa Rubra, per testimoniare la sua vicinanza alla martoriata Lombardia. È stata la prima volta che accadeva nella vita dello storico programma Rai, notoriamente pensato e condotto a Roma.
Il direttore di Rai 1 Stefano Coletta, lo sostituisce alla conduzione di Unomattina con Monica Giandotti.
Poletti è diventato quindi autore, inviato ed ospite del programma di Alberto Matano La vita in diretta per la stagione 2020-2021. Dal 4 maggio 2020 conduce Siriparte, programma radiofonico in onda su Isoradio Rai dal lunedì al venerdì dalle 14:00 alle 15:00, che racconta l'Italia del dopo lockdown. Successivamente realizza, sempre per Isoradio, il programma quotidiano I Senza Notte, la destinazione dei sogni, in onda tutte le sere dalle 22:00 alle 23:00. Dal 2021 al 2024 è stato opinionista del programma di Rete 4 Zona bianca, condotto da Giuseppe Brindisi e in seguito anche degli altri programmi di approfondimento giornalistico Mediaset. Continua intanto l'attività di autore e conduttore per Radio Rai. 
Nella stagione 2022-2023 ha condotto Dammi tre parole su Isoradio Rai. Nella stagione 2023-2024 ha condotto Il caffè di Radio1 ed è stato opinionista dei programmi di Rete 4 È sempre Cartabianca e Prima di domani condotti da Bianca Berlinguer.
Dall'11 marzo 2024, insieme a Federica Panicucci, conduce il programma mattutino di Rete 4 Mattino 4. Dal 25 giugno al 30 agosto, dal 16 dicembre 2024 al 6 gennaio e il 18 aprile 2025, insieme a Francesca Barra, ha condotto il programma 4 di sera, in onda dal lunedì al venerdì nell'access prime time di Rete 4. Il 24 e il 25 agosto 2024 ha sostituito Sabrina Scampini alla conduzione del programma in onda su Rete 4 Stasera Italia. Dal 7 settembre 2024, insieme a Francesca Barra, conduce il programma 4 di sera Weekend, spin-off di 4 di sera in onda ogni sabato e domenica nell'access prime time di Rete 4. Dal 30 giugno 2025, insieme a Francesca Barra, conduce il programma 4 di sera News, spin-off di 4 di sera in onda dal lunedì al venerdì nell'access prime time di Rete 4.

## Vita privata
L'8 ottobre 2022 si è unito civilmente con il compagno Francesco Naccari. La notizia è stata diffusa nel mese di gennaio dell'anno successivo.

## Programmi televisivi
- Buongiorno Lombardia (Telelombardia, 1995-2000)
- Aria pulita (7 Gold, 2004)
- Carta straccia (Antennatre, 2004)
- Quinta colonna (Rete 4, 2012-2018) - inviato
- Unomattina estate (Rai 1, 2019)
- Unomattina (Rai 1, 2019-2020)
- La vita in diretta (Rai 1, 2020-2021) - opinionista
- Zona bianca (Rete 4, 2021-2024) - opinionista
- È sempre Cartabianca (Rete 4, 2024) - opinionista
- Prima di domani (Rete 4, 2024) - opinionista
- Mattino 4 (Rete 4, 2024-2025)
- 4 di sera (Rete 4, 2024-2025)
- Stasera Italia (Rete 4, 2024)
- 4 di sera Weekend (Rete 4, dal 2024)
- 4 di sera News (Rete 4, dal 2025)

## Radio
- Magna Magna - Le porcherie della settimana (Radio Lombardia, 2016-2018)
- Siriparte (Rai Isoradio, 2020)
- Dammi tre parole (Rai Isoradio, 2022-2023)
- Il caffè di Radio1 (Rai Radio 1, 2023-2024)